# 葡萄牙21歲以下國家足球隊
葡萄牙21歲以下國家足球隊（葡萄牙語：Selecção Portuguesa de Futebol sub-21）是葡萄牙的21歲以下國家足球代表隊，由葡萄牙足球總會組織，參加每兩年舉辦一次的歐洲U-21足球錦標賽。
葡萄牙U21於1976年由於歐洲足協改革青年競賽而成立，直到1994年前球隊參賽成績乏善可陳，首8屆的歐洲U-21足球錦標賽均未嘗晉級決賽週，但自1994年後球隊突飛猛進，在9屆中有5次晉級決賽週，更取得一亞一季的成績。
2006年在葡萄牙U21取得決賽週參賽資格後，歐洲足協宣佈由葡萄牙主辦當屆在5月至6月舉行的決賽週競賽。翌屆競賽改於單數年份舉行，同時預早選定決賽週舉行地點，主辦國無須參加外圍賽而自動晉級決賽週。

## 競賽歷史
由第一代「黃金一代」組成的葡萄牙U21參加1994年歐洲U-21足球錦標賽，外圍賽以8戰5勝2和1負得17分排在衛冕冠軍義大利之後次名出線；外圍賽八強兩回合累計5-1擯走波蘭；準決賽2-0擊敗鄰國西班牙；決賽再戰義大利，法定時間0-0平手進入加時賽，於97分鐘被皮埃路易吉·奥兰迪尼（Pierluigi Orlandini）射入奠定勝局，未能首次染指錦標，但費高仍獲選為賽事最佳球員。
葡萄牙U21的第二代「黃金一代」於2000年代冒起，參賽2004年歐洲U-21足球錦標賽，外圍賽主客兩勝英格蘭，成功壓倒對手排在土耳其之後以次名出線；外圍賽附加賽巧遇法國，兩回合各在主場獲勝2-1，累計3-3，葡萄牙互射十二碼4-1獲勝過關晉級決賽週。分組賽3戰1勝1和1負，其中以2-1擊敗主辦國德國得以力壓對手以小組次名出線；準決賽再次以1-3不敵老對手義大利，季軍戰在加時後3-2擊敗瑞典領取安慰獎。

### 歐青盃歷屆成績
| 年度   | 主辦國              | 冠軍     | 成績                   |
| ------ | ------------------- | -------- | ---------------------- |
| 1978年 | 主客制              | 南斯拉夫 | 外圍賽出局             |
| 1980年 | 主客制              | 蘇聯     | 外圍賽出局             |
| 1982年 | 主客制              | 英格蘭   | 沒有參賽               |
| 1984年 | 主客制              | 英格蘭   | 外圍賽出局             |
| 1986年 | 主客制              | 西班牙   | 外圍賽出局             |
| 1988年 | 主客制              | 法國     | 外圍賽出局             |
| 1990年 | 主客制              | 蘇聯     | 外圍賽出局             |
| 1992年 | 主客制              | 義大利   | 外圍賽出局             |
| 1994年 | 法國                | 義大利   | 亞軍（1）              |
| 1996年 | 西班牙              | 義大利   | 八強（2）              |
| 1998年 | 羅馬尼亞            | 西班牙   | 外圍賽出局             |
| 2000年 | 斯洛伐克            | 義大利   | 外圍賽出局             |
| 2002年 | 瑞士                | 捷克     | 分組賽出局（3）        |
| 2004年 | 德国                | 義大利   | 季軍（4）              |
| 2006年 | 葡萄牙              | 荷蘭     | 分組賽出局（5）        |
| 2007年 | 荷蘭                | 荷蘭     | 第五名名次賽落敗1（6） |
| 2009年 | 瑞典                | 德國     | 外圍賽出局             |
| 2011年 | 丹麦                | 西班牙   | 外圍賽出局             |
| 2013年 | 以色列              | 西班牙   | 外圍賽出局             |
| 2015年 | 捷克                | 瑞典     | 亞軍（7）              |
| 2017年 | 波蘭                | 德國     | 分組賽出局（8）        |
| 2019年 | 義大利 · 圣马力诺   | 西班牙   | 外圍賽出局             |
| 2021年 | 匈牙利 · 斯洛維尼亞 | 德國     | 亞軍（9）              |
| 2023年 | 羅馬尼亞 ·          | 英格蘭   | 八強（10）             |
| 2025年 | 斯洛伐克            | 英格蘭   | 八強（11）             |

^  注解1： 與義大利U21進行附加賽角逐2008年夏季奧林匹克運動會足球比賽參賽權，賽和0-0，互射十二碼3-4見負。

## 外部連結
- （葡萄牙文） 葡萄牙足協官方網站 （页面存档备份，存于）
- 歐洲足協：U21國家隊網站 （页面存档备份，存于）
- RSSSF：歐青賽全紀錄 （页面存档备份，存于）